# 阿克拉姆·亚里
阿克拉姆·亚里（達利語：‎，1940年—1979年），或译为阿卡拉姆·雅日，是阿富汗进步青年组织的创始人和领袖。

## 生平
1940年出生于阿富汗加兹尼省Jaghori的一个哈扎拉人贵族家庭。他在家乡接受了早期教育。后来他搬到喀布尔接受高等教育。他先是Khushal Khan高中的老师，后来是Mehmood Tarzi高中的老师。
阿克拉姆·亚里是1965年10月6日成立的毛派组织进步青年组织的领导者和创始人。进步青年组织出版杂志《永恒之火》，坚持马克思主义、列宁主义、毛泽东思想。在阿克拉姆·亚里的领导下，进步青年组织得到了阿富汗城市大量工人和学生的大力支持。进步青年组织领导的运动以“永恒之火”为名，其成员通常被称为火焰派。
阿克拉姆·亚里反对穆罕默德·查希尔沙国王的君主制、伊斯兰原教旨主义者和亲苏联的阿富汗人民民主党。阿克拉姆·亚里是马克思主义的传播者，将马克思主义介绍给阿富汗的众多知识分子和政治活动家，其中包括阿富汗解放组织创始人法伊兹·艾哈迈德。
1978年，阿富汗人民民主党通过军事政变上台，开始严厉打击进步青年组织的干部。阿克拉姆·亚里在Jaghori的家中被捕，被转移到喀布尔，后被阿富汗人民民主党政府杀害。